# Geron umbripennis
Geron umbripennis är en tvåvingeart som beskrevs av Mario Bezzi 1924. Geron umbripennis ingår i släktet Geron och familjen svävflugor. Inga underarter finns listade i Catalogue of Life.